# Den genfundne datter
Den genfundne datter er en amerikansk stumfilm fra 1918 af Wilfred Lucas.

## Medvirkende
- May Allison - Mary
- Clarence Burton - John Denby
- Claire McDowell - John Denby
- Darrell Foss - Jack Denby
- Frank Brownlee - John Graham